# Lu Hao
Lu Hao (chiń. 陆昊; pinyin Lù Hào; ur. 1967) – chiński polityk.
Studiował ekonomię na Uniwersytecie Pekińskim, w 1994 roku uzyskał tytuł magistra. W latach 2003–2008 był zastępcą burmistrza Pekinu, odpowiadającym za sprawy przemysłu.
W latach 2008–2013 pierwszy sekretarz Ligi Młodzieży Komunistycznej. Od 2012 roku jest członkiem Komitetu Centralnego KPCh. W 2013 roku został p.o. gubernatora, a następnie gubernatorem prowincji Heilongjiang.